# اختفاء رجل (مسلسل)
اختفاء رجل هو مسلسل تلفزيوني سوري اجتماعي، أنتج عام 1992. من تأليف ممدوح عدوان وإخراج مأمون البني. 

## القصة
يتناول قصة رجل اختفى في ظروف غامضة؛ يتّضح بعدها أن الرجل كان يمارس دوراً سيئاً جداً في محيطه من خلال أعمال النصب والاحتيال والخداع. أخيراً تكتشف جثة الرجل ويكتشف القاتل. 

## الممثلون
المسلسل من بطولة: 
- عبد الفتاح المزين. بدور( حسني )
- حسن عويتي. بدور ( إبراهيم )
- أيمن زيدان. بدور ( الرائد أسامة )
- جمال سليمان. بدور ( الرائد أدهم )
- حسام عيد. بدور ( سمير )
- أمانة والي. بدور ( سعاد )
- واحة الراهب. بدور ( وفاء)
- سلوم حداد. بدور ( حازم )
- عارف الطويل. بدور ( كمال )
- فوزي بشارة. بدور ( عبد الله )
- عصام عبه جي. بدور ( أبو وليد )
- ليلى سمور. بدور ( ماجدة )
- أسامة السيد يوسف. بدور ( وليد )
- يوسف حنا. بدور ( الدكتور بهيج )
- ليلى جبر. بدور ( ندى )
- سليم كلاس. بدور ( العميد )
- أحمد الخير. بدور ( جمال صاحب المكتب العقاري )
- نزار أبو حجر. بدور ( عزمي شقيق أدهم )
- رائفة احمد. بدور ( رجاء )
- نبيل حلواني. بدور( عادل، صديق أدهم وأسامة )
- توفيق حسن. بدور ( حسن، خطيب سعاد)
- جهاد عبدو. بدور ( الدكتور أنيس )
- محمد خاوندي. بدور ( فهمي ضابط الجمارك )
- سناء سواح. بدور( زوجة حازم )